# Kunovice (nádraží)
Kunovice je železniční stanice v centrální části okresního města Uherské Hradiště ve Zlínském kraji nedaleko řeky Olšavy. Nachází se v jižní části uheršťskohradišťské aglomerace, na neelektrizovaných jednokolejných tratích 340 a 341. Blíže centru města se nachází železniční zastávka Kunovice zastávka.

## Historie
Stanice byla otevřena 1. dubna 1883 společností Rakouská společnost místních drah (ÖLEG) v úseku ze Starého Města u Uherského Hradiště (ta do té doby nesla německý název Ungarisch Hradisch) do koncové stanice v Uherském Brodě, dle typizovaného stavebního vzoru.
1. června 1887 byla do stanice zaústěna trať společnosti Rakouská společnost státní dráhy (StEG) na úseku z Bzence do Kunovic, StEG převzala také původní místní dráhu. 28. října 1888 byla trať z již položené železnice v Uherském Brodě prodloužena budováním tzv. Vlárské dráhy směrem na Slovensko, která tak završila původní projekt společnosti Českomoravská transverzální dráha (BMTB), jež usilovala o dostavbu traťového koridoru propojujícího již existující železnice v ose od západních Čech po Trenčianskou Teplou.
Po zestátnění StEG v roce 1908 pak obsluhovala stanici jedna společnost, Císařsko-královské státní dráhy (kkStB), po roce 1918 pak správu přebraly Československé státní dráhy.

## Popis
Nachází se zde dvě nekrytá ostrovní modernizovaná nástupiště, k příchodu k vlakům slouží přechody přes kolejiště. Stanice je vybavena elektronickým informačním systémem pro cestující. Dlouhodobě se uvažuje o rekonstrukci a elektrizaci Vlárské dráhy.